# Är du lönsam lille vän
Är du lönsam lille vän är den svenska proggruppen Gläns över sjö & strands debutalbum, utgivet på skivbolaget MNW 1970.

## Låtlista
A
1. "Morfar, varför är det bara du som är kvar"
2. "Konsum"
3. "Är du lönsam lille vän (och för vem?)"
4. "Det måste kännas taskigt att se mig gå"
5. "Ohio 4 maj 1970"

B
1. "Lingonrevolutionen"
2. "Mellan vatten och land"
3. "Du ska då bara komma in"
4. "Långhåriga saker"

## Medverkande
- Thord Bengtsson - keyboard, fiol, gitarr, dragspel, sång
- Louise Mosskin - flöjt, sång
- Peter Mosskin - gitarr, munspel
- Börje Olevald - bas, munharpa
- Hans Wiktorsson - trummor, congas

### Fotnoter
1. ↑  ”Är du lönsam lille vän”. Discogs.com. http://www.discogs.com/Gl%C3%A4ns-%C3%96ver-Sj%C3%B6-Strand-%C3%84r-Du-L%C3%B6nsam-Lille-V%C3%A4n/release/3752071. Läst 1 september 2012.